# Muniesa (kommun)
Muniesa är en kommun i Spanien.   Den ligger i provinsen Provincia de Teruel och regionen Aragonien, i den östra delen av landet, 260 km öster om huvudstaden Madrid. Antalet invånare är 653.